# 小行星3065
小行星3065（3065 Sarahill）是一颗围绕太阳公转的小行星。1984年2月8日，愛德華·鮑威爾在可可尼诺县发现了此天体。
該小行星以美國天文學家莎拉·J·希爾命名。
这颗小行星的绝对星等为211.02817等。